# (17652) Nepoti
(17652) Nepoti (1996 VQ1) – planetoida z pasa głównego asteroid okrążająca Słońce w ciągu 4,34 lat w średniej odległości 2,66 j.a. Odkryta 3 listopada 1996 roku.